# Diana Ossana
Diana Lynn Ossana (Saint Louis, 24 agosto 1949) è una sceneggiatrice e produttrice cinematografica statunitense.
Nel 2006 ha vinto l'Oscar alla migliore sceneggiatura non originale grazie al film I segreti di Brokeback Mountain. Per lo stesso film ha ricevuto un BAFTA al miglior adattamento nel 2005 e il Golden Globe per la migliore sceneggiatura nel 2006.

## Filmografia

### Sceneggiatrice
- Streets of Laredo - miniserie TV (1995)
- Dead Man's Walk - miniserie TV (1996)
- La guerra di Johnson County (Johnson County War), regia di David S. Cass Sr. (2002)
- I segreti di Brokeback Mountain (Brokeback Mountain), regia di Ang Lee (2005)
- Comanche Moon - miniserie TV (2008)
- Joe Bell, regia di Reinaldo Marcus Green (2020)

### Produttrice
- Streets of Laredo - miniserie TV (1995)
- Dead Man's Walk - miniserie TV (1996)
- La guerra di Johnson County (Johnson County War), regia di David S. Cass Sr. (2002)
- I segreti di Brokeback Mountain (Brokeback Mountain), regia di Ang Lee (2005)
- Comanche Moon - miniserie TV (2008)
- Father Daughter Dance - cortometraggio (2017)